# Patrick Chauvet
Pour les articles homonymes, voir Chauvet.
Ne doit pas être confondu avec Patrick Chauvel.
Cet article concerne un prélat catholique. Pour l'homme politique, voir Patrick Chauvet (homme politique).
Patrick Chauvet, né le 11 octobre 1951 dans le 17e arrondissement de Paris, est un prélat, prédicateur et théologien catholique français. De juin 2016 à septembre 2022, il est recteur-archiprêtre de la cathédrale Notre-Dame de Paris. Depuis le 1er septembre 2022, il est curé de La Madeleine.

## Biographie

### Formation
Patrick Chauvet a fait ses études  primaires et secondaires à l'Institution Notre-Dame de Sainte-Croix de Neuilly-sur-Seine qu'il termine en 1970. Durant cette période, il chante à la maîtrise des Petits Chanteurs de Sainte-Croix de Neuilly. Aumônier de cette institution de 1981 à 1984, il y enseigne pendant deux ans le français, le latin et le grec parallèlement à ses études de lettres classiques qu'il poursuivra à l'université Paris-X Nanterre jusqu'à la maîtrise pour devenir patrologue. Il traduit pour son DEA le Haereticorum fabularum compendium de Théodoret de Cyr. 
Après des études au séminaire des Carmes, alors dirigé par le père Émile Marcus, il est ordonné prêtre en 1980 par François Marty. Dans le cadre de recherches doctorales concernant Basile de Césarée, il rencontre le père Marie-Joseph Le Guillou, dominicain, à Blaru en 1981 et entre dans sa filiation spirituelle.

### Charges intellectuelles
En septembre 1984, il est nommé directeur du second cycle du séminaire interdiocésain Saint-Sulpice à Issy-les-Moulineaux ; il y enseigne la christologie de 1984 à 1989. Durant cette période, il soutient sa thèse en 1987 à l'Institut catholique de Toulouse. 
Pendant six ans, il est formateur de laïcs et de religieux à l'École cathédrale de Paris, directeur de la collection des Cahiers, professeur de théologie. Depuis 1995, il est prédicateur sur les ondes de France Culture. 
Il est installé en octobre 1995 douzième recteur de la basilique du Sacré-Cœur de Montmartre. Il enseigne au noviciat des Bénédictines du Sacré-Cœur de Montmartre. En 1999, il est nommé supérieur de l'école Saint-Jean-de-Passy. Il est, en 2014, doyen du chapitre de Notre-Dame de Paris, expert auprès du Saint-Siège à l'Unesco pour les questions éducatives.

### Prélature
Le pape Jean-Paul II lui confère le 2 août 1999 le titre de « prélat d'honneur de Sa Sainteté »,.
En septembre 1999, il doit quitter la responsabilité de recteur la basilique du Sacré-Cœur de Montmartre, à la suite de sa nomination comme vicaire épiscopal pour l'enseignement catholique, puis en septembre 2002, il est nommé curé-doyen de la paroisse Saint-Honoré-d'Eylau à Paris.
Il est ensuite nommé vicaire général de l'archevêché de Paris le 1er septembre 2003. À ce titre, il remplace le cardinal archevêque de Paris Jean-Marie Lustiger pour présider la célébration annuelle de professions religieuses au sein de la congrégation des Bénédictines du Sacré-Cœur de Montmartre, le 10 janvier 2004. C'est également à ce titre qu'il est cérémoniaire pour la messe célébrée le samedi 13 septembre 2008 aux Invalides pour la venue du pape Benoît XVI à Paris, messe précédée des laudes chantées par les Bénédictines du Sacré-Cœur de Montmartre et qui réunit 260 000 fidèles. En octobre 2008,, il est nommé curé de la paroisse Saint-François-Xavier de Paris, doyen du doyenné Orsay-Breteuil.
Nommé vicaire épiscopal pour l’usage de la forme tridentine du rite romain, il ouvre son église le 12 septembre 2008 à l’association Notre-Dame de Chrétienté, lors de la veillée de prière qu'elle organise pour la venue du pape.
Vendredi 19 juin 2009, en la Fête du Sacré-Cœur, Patrick Chauvet, installe dans son église Saint-François-Xavier, la châsse qui contient le corps non corrompu de sainte Madeleine-Sophie Barat, lors d'une très importante cérémonie, présidée par le cardinal André Vingt-Trois, archevêque de Paris, entouré de Georges Gilson, archevêque émérite de Sens-Auxerre, Yves Patenôtre, archevêque titulaire de Sens-Auxerre, Antoine Hérouard, secrétaire général de la Conférence des évêques de France, d'une quarantaine de prêtres, de quelques centaines de religieuses de la Société du Sacré-Cœur de Jésus, et de plus de 1 000 fidèles.
En juin 2016, il est nommé « recteur archiprêtre de la basilique métropolitaine Notre-Dame de Paris », charge effective au 1er septembre 2016. Le samedi 14 janvier 2017, le pape François le nomme consulteur pour la Congrégation pour le culte divin et la discipline des sacrements.
En raison de l'incendie du 15 avril 2019, il devient parallèlement administrateur paroissial de l'église Saint-Germain-l'Auxerrois à la suite du chanoine Gilles Annequin, dernier curé de ce lieu. 
Patrick Chauvet inspire à Jean-Jacques Annaud le personnage de Mgr Charley, interprété par Xavier Maly, dans le film Notre-Dame brûle.
En juin 2022, Laurent Ulrich, archevêque de Paris, le nomme curé de La Madeleine. Le chanoine Olivier Ribadeau Dumas, recteur du sanctuaire de Notre-Dame de Lourdes le remplace comme recteur-archiprêtre de la cathédrale Notre-Dame de Paris et administrateur paroissial de Saint-Germain-l'Auxerrois.

## Distinctions
Le 11 juillet 2008, Patrick Chauvet est nommé au grade de chevalier dans l'ordre national de la Légion d'honneur au titre de « vicaire général du diocèse de Paris ; 31 ans de services civils et de ministère ecclésiastique »
, fait chevalier de l'ordre le 9 février 2010 puis promu au grade d'officier dans l'ordre le 13 juillet 2023 au titre de « vicaire général du diocèse de Paris ».

## Œuvres
- Parole de Dieu, in Cahiers de l’École cathédrale de Paris, éditions Mame, 1995 •  (ISBN 2-72890-495-2)
- Pionniers de la foi : les Pères de l’Église, éditions Mame, 1995 •  (ISBN 2-72890-337-9)
- J'ai vu l'eau vive : chemin spirituel, éditions Parole et Silence, septembre 1997 •  (ISBN 2-911940-06-7)
- De sa plénitude nous avons tous reçu, éditions Parole et Silence, avril 1998 •  (ISBN 2-911940-26-1)
- Puisque l'esprit est notre vie, éditions Parole et Silence, novembre 1998 •  (ISBN 2-911940-49-0)
- Apprendre à prier par la prière, in Cahiers de l’École cathédrale de Paris, éditions Mame, 1995 •  (ISBN 2-72890-644-0)
- L'esprit vous enseignera tout : homélies année B, éditions Parole et Silence, novembre 1999 •  (ISBN 2-911940-93-8)
- Père infiniment bon, éditions Parole et Silence, 1999 •  (ISBN 2-91194-068-7)
- À qui irions-nous ? : homélies année C, éditions Parole et Silence, janvier 2001 •  (ISBN 2-84573-062-4)
- Oser l'aventure intérieure, éditions Parole et Silence, février 2001 •  (ISBN 2-84573-058-6)
- Éduquer des êtres libres, éditions Parole et Silence, mai 2001 •  (ISBN 2-84573-081-0)
- Au cœur de l'Église : homélies année A, éditions Parole et Silence, décembre 2001 •  (ISBN 2-84573-097-7)
- Les Béatitudes à l'école des saints, éditions Parole et Silence, septembre 2002 •  (ISBN 2-84573-141-8)
- Notre Père : commentaire spirituel, éditions Parole et Silence, mai 2004 •  (ISBN 2-84573-237-6)
- Prier Dieu notre Père, revue La Vie spirituelle, no 759, juillet 2005, éditions du Cerf[21]
- Il est là ! : L'adoration eucharistique, éditions Parole et Silence, mars 2008 •  (ISBN 978-2-84573-645-0)
- Viens, suis-moi : à la source du sacerdoce ministériel : comment l'appel de Dieu peut-il faire irruption dans la vie d'un jeune chrétien, éditions Parole et Silence, mai 2009 •  (ISBN 978-2-84573-784-6)
- Aimer en son cœur : éducation du cœur et de la conscience, Paris, éditions Parole et Silence, 2010 •  (ISBN 978-2-8457-3837-9)
- La vérité de mon Église, Paris, Salvator, 2011  (ISBN 978-2-7067-0816-9)
- Le père Le Guillou, un maître, éveilleur de la liberté (en collaboration), Paris, éditions Parole et Silence, 2015 •  (ISBN 978-2-84573-888-1)
- la préface de l'ouvrage Théologie du Mystère : La pensée théologique du père Marie-Joseph Le Guillou o.p. de  Gabriel Richi Alberti, Paris, éditions Parole et Silence, 2012 •  (ISBN 978-2-88918-041-7)
- Chemins de contemplation : Ombres et lumières, Paris, éditions Parole et Silence, 2012 •  (ISBN 978-2-88918-128-5)
- un chapitre de l'ouvrage Quinze questions sur la foi : Les Jeudis Théologie du Collège des Bernardins, Paris, éditions Parole et Silence, 2012 •  (ISBN 978-2-88918-120-9)
- Le bon sens en éducation, Paris, éditions Parole et Silence, 2014 •  (ISBN 978-2-88918-334-0)
- À la suite du Christ, Paris, éditions Artège, 2014 •  (ISBN 978-2-36040-275-5)
- un chapitre de l'ouvrage Questions sur la foi dans la vie de tous les jours : Les jeudis théologie du Collège des Bernardins, Paris, éditions Parole et Silence, 2012 •  (ISBN 978-2-88918-242-8)
- Joie du pécheur pardonné, Paris, éditions Parole et Silence, 2015 •  (ISBN 978-2-88918-460-6)
- Lettre à un jeune qui pense au sacerdoce, 150 p., Parole et Silence, 2017 •  (ISBN 978-2-88918-938-0)
- Georges Bernanos, un prophète pour notre temps, 224 p., Presses de la Renaissance, 2020 •  (ISBN 978-2-75091-563-6)

### Vidéos
- Patrick Chauvet prononce une homélie à l'occasion d'une cérémonie de confirmation, le 3 février 2007
- Patrick Chauvet présente la messe du 13 septembre 2008 aux Invalides